# Rives-du-Fougerais
Rives-du-Fougerais község Franciaország Loire mente régiójában, Vendée megyében. Új községként 2024. január 1-jén jött létre Cezais, Saint-Sulpice-en-Pareds és Thouarsais-Bouildroux község egyesítésével. Lakosainak száma 1504 fő (2022. január 1.).

## Népesség
| 2021 | 1 507 |
| 2022 | 1 504 |